# Dolmen de Quinoualc'h
Le Dolmen de Quinoualc'h est un dolmen situé sur la commune de Berrien, dans le département français du Finistère,.

## Description
Le dolmen est situé le long d'une ancienne route (non-carrossable) reliant les lieux-dits Quinoualc'h et Kermabilou (sur la commune de La Feuillée). Le dolmen est facilement visible, parfaitement intégré à un talus, il sert d'entrée au champ qu'il délimite. Le dolmen est composé d'une table simple, de 2,50 m de longueur sur 2 m de largeur, reposant sur deux piliers espacés de 2 m, le tout dépassant du sol d'environ 2 m. 
Son état de conservation est très bon. 